# Kübra Gümüşay

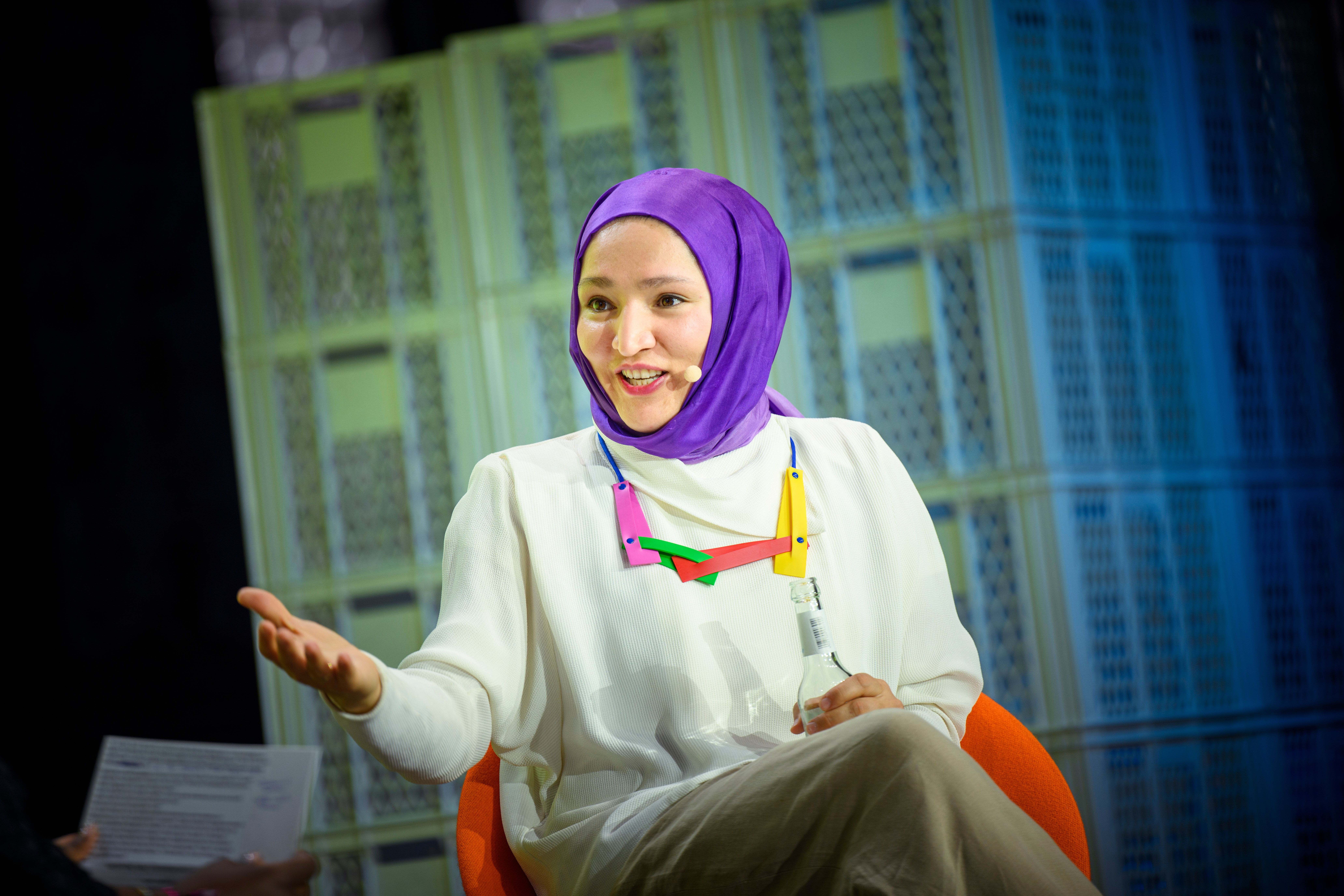
Kübra Gümüşay (2023)

Kübra Gümüşay, gebürtig Kübra Yücel, (* 28. Juni 1988 in Hamburg) ist eine deutsche Autorin und Netzaktivistin.

## Leben
Kübra Gümüşay ist die Enkelin eines türkischen Gastarbeiters in Deutschland. Ihre Eltern verließen die Türkei, weil ihre Mutter aufgrund ihres Kopftuches nicht mehr als Dozentin an der Universität Istanbul in der Türkei tätig sein durfte. Kübra Gümüşay studierte Politikwissenschaften in Hamburg und an der School of Oriental and African Studies der Universität von London. Seit 2012 lebt sie mit ihrem Mann Ali Aslan Gümüşay in Oxford im Vereinigten Königreich. Sie ist praktizierende, Kopftuch tragende Muslima und bezeichnet sich selbst als Deutschtürkin und Feministin.

## Wirken und Rezeption
Gümüşay begann 2008 ein Blog mit dem Titel Ein Fremdwörterbuch, in dem sie bis Ende 2019 über Internet, Politik, Gesellschaft, Feminismus und Islam schrieb und das monatlich bis zu 13.000 Mal aufgerufen wurde. Mit ihrem Blog wollte sie „Stereotype aufbrechen“ und denen „eine Stimme geben, die sonst nicht in den Medien vorkommen“. 2011 wurde Ein Fremdwörterbuch für den Grimme Online Award nominiert. Die Fachzeitschrift Medium Magazin wählte Gümüşay daraufhin zu den „Top 30 bis 30“ der vielversprechendsten journalistischen Nachwuchstalente Deutschlands. Ina Wunn zählte Gümüşay unter der Überschrift Neue Wege für Musliminnen in Europa in Das Parlament zu den muslimisch-feministischen Aktivistinnen, die sich „aktiv in die Politik einmischen, um dort die Benachteiligung von (nicht nur) muslimischen Frauen anzusprechen.“ Das Deutschlandradio berichtete 2012 über Gümüşay in einer Reihe mit dem Titel „Prägende Köpfe des Islams“.
Auf Initiative von Daniel Schulz, Ressortleiter bei Die Tageszeitung, erzählte Gümüşay von 2010 bis Juni 2013 ihre Geschichten aus der Welt einer deutschen kopftuchtragenden Muslima in der regelmäßigen Taz-Kolumne Das Tuch. Sie verglich dies mit der Entwicklung in der Frauenbewegung. „Zuerst müssten ein paar gezielt eingeladen werden, sich zu beteiligen, um sichtbar zu sein und den Weg für andere zu ebnen.“ Matthias Matussek schrieb in seinem Debattenbeitrag zum Thema Integration für Spiegel Online, Gümüşay trage das Kopftuch nicht aus Unterwürfigkeit, sondern aus Stolz. Sie wolle damit ihre Religion zeigen. Es sei ihre Form von Punk, ihre Form von Aufstand.
Gümüşay war 2008 Chefredakteurin des Hamburger Jugendmagazins Freihafen. Als freie Journalistin publizierte sie zu den Themen Immigration und Integration unter anderem in Die Zeit, Migazin und Mädchenmannschaft. Zur Debatte über Thilo Sarrazins Buch Deutschland schafft sich ab beteiligte sie sich mit einem Beitrag an dem von Hilal Sezgin herausgegebenen Sammelband Manifest der Vielen – Deutschland erfindet sich neu. 2011 befragte sie Thilo Sarrazin als Gast in einer Hörfunksendung der BBC.
2010 war Gümüşay Mitbegründerin des von der EU finanzierten Netzwerkes Zahnräder, das Muslimen aus Wirtschaft, Politik, Medien, Wissenschaft und dem sozialen Sektor eine Plattform bieten wollte, um sich kennenzulernen und zu unterstützen.
In dem 2012 vom türkischen Ministerium für Auslandstürken zum 50. Jahr der Migration von Türken nach Deutschland herausgegebenen zweisprachigen Buch 50 Jahre 50 Menschen wird Gümüşay unter anderem neben Fatih Akin und Cem Özdemir als eine der vorgestellten 50 „German-Turks“ porträtiert.
2013 initiierte sie zusammen mit Jamie Schearer und Sabine Mohamed den Hashtag #SchauHin gegen Alltagsrassismus. Die Kampagne wurde in der Berliner Zeitung mit dem Hashtag #Aufschrei verglichen. Die Idee dazu hatte sie während einer Blogger-Konferenz der Friedrich-Ebert-Stiftung. Über ihre Motive für die Einrichtung von #SchauHin sagte sie der Frankfurter Rundschau: „Es ist eine große Erleichterung, zu wissen, dass die eigenen Erfahrungen von vielen geteilt werden.“ Bei #Aufschrei habe sie dieses von vielen Frauen geschilderte Gefühl noch nicht ganz nachempfinden können. „Denn ich weiß oft nicht, ob die Diskriminierung, die ich erfahre, aus sexistischen oder rassistischen Gründen erfolgt.“ Beispielsweise seien schwarze oder muslimische Frauen häufig von Mehrfachdiskriminierung betroffen.
2014 war Gümüşay Botschafterin der Antidiskriminierungsstelle des Bundes im Themenjahr gegen Rassismus.
Nach den sexuellen Übergriffen in der Silvesternacht 2015/16 initiierte sie zusammen mit 21 anderen Feministinnen den neuen Hashtag #Ausnahmslos gegen Sexismus und Rassismus. Darin kritisieren sie, dass „feministische Anliegen von Populist_innen instrumentalisiert werden, um gegen einzelne Bevölkerungsgruppen zu hetzen, wie das aktuell in der Debatte um die Silvesternacht getan wird.“ Der Einsatz gegen sexualisierte Gewalt müsse jeden Tag ausnahmslos politische Priorität haben, „denn sie ist ein fortwährendes Problem, das uns alle betrifft.“ In diesem Zusammenhang sagte sie, „unsere Gesellschaft hat ein Sexismus-Problem auf allen Ebenen“. Das Statement wolle beweisen, dass man über Sexismus diskutieren könne, ohne in rassistische Fallen zu tappen. Die ehemalige Femen-Aktivistin Zana Ramadani kritisierte im Cicero-Magazin, der Hashtag „betone kategorisch die Opferrolle aller Frauen.“ 2016 erhielt die Kampagne #Ausnahmslos den Clara-Zetkin-Frauenpreis für politische Intervention der Partei Die Linke.
2016, auf der 10. Netzkonferenz re:publica, hielt Gümüşay einen Vortrag mit dem Titel „Organisierte Liebe“ über Rassismus und Hass im Netz und warnte: „Auch digitaler Hass ist realer Hass.“ Sie fordert darin außerdem: „Wir müssen Liebe organisieren, weil das Schweigen im Angesicht des lauten Hasses ein Zustimmen ist.“ Ihr Vortrag war Inspiration für das Motto Love Out Loud der 11. re:publica.
Das Magazin Edition F zählte Gümüşay 2016 zu den „25 Frauen, die unsere Welt besser machen“. 2018 führte Forbes Gümüşay unter den 30 under 30 Europe in der Kategorie „Media & Marketing“.
Gümüşay ist „Visiting Fellow“ des Progressiven Zentrums, „Associated Expert“ der Berliner Organisation Center for Intersectional Justice und gehört der Mitgliederversammlung der Heinrich-Böll-Stiftung an. 2023 wurde sie Fellow der Denkfabrik The New Institute.

## Kritik
Alice Schwarzer übte Anfang 2018 scharfe Kritik an Gümüşays Aktivitäten und ihrer Auffassung von Feminismus. Gümüşay ging gegen eine Reihe von Aussagen Schwarzers in der Zeitschrift Emma gerichtlich vor und erhielt teilweise Recht: Drei von sieben Aussagen wurden Alice Schwarzer untersagt zu wiederholen. Als „zulässige Meinungsäußerung mit Tatsachenkern“ bewertete das Gericht beispielsweise die Aussage, dass Gümüşay sich im Umfeld des Islamischen Zentrums Hamburg bewege, gleichfalls zulässig sei die Aussage, dass sie „Tariq Ramadan verbunden“ sei.
Die Kritik am Verhalten und den Einstellungen Gümüşays dreht sich vor allem um den Vorwurf einer zu großen Nähe zu islamistischen Netzwerken (Millî Görüş, Muslimbrüderschaft, Islamic Relief). Zur Last gelegt wurden ihr Auftritte als Rednerin auf Veranstaltungen von Millî Görüş und des Islamischen Zentrums Hamburg. Kritiker – unter ihnen Ahmad Mansour, Ali Ertan Toprak, Seyran Ateş, Alice Schwarzer und Mina Ahadi – sprachen sich 2018 in einem offenen Brief gegen die Einladung Gümüşays zu einer Tagung mit dem Titel „Die neue Mitte? Rechte Ideologien und Bewegungen in Europa“ aus. Wegen ihres Auftretens auf Veranstaltungen von Millî Görüş und des Islamischen Zentrums Hamburg könne Gümüşay nicht repräsentativ für den Islam in Deutschland auftreten. Ali Ertan Toprak kritisierte ihre Nähe zu islamistischen Akteuren und hielt fest: „Es geht nicht, dass nur sie eingeladen worden ist. Das wäre so, als wenn man mit der AfD gegen die Identitären eine Veranstaltung machen würde.“
Zudem kritisierte Ronya Othmann 2021 in der FAZ, dass Gümüşay sich nicht von der AKP und Erdoğan und deren repressiven Vorgehen gegen Kritiker distanziere. Hierauf reagierte Gümüşay mit der Veröffentlichung von Artikeln und Tweets, die zum Beispiel Erdoğans frauenfeindliche Rhetorik kritisieren. Othmann verwies darauf, dass sich unter Gümüşays Kritikerinnen und Kritikern auch kurdische, jesidische und alevitische Personen befinden, Gümüşay Kritik aber häufiger so darstelle, als käme sie lediglich von „Weißen“. Des Weiteren wurde Gümüşays in ihrem Buch Sprache und Sein geäußerte Empfehlung, in deutschen Schulen neben Goethe unter anderem auch den türkischen Dichter Necip Fazıl Kısakürek zu lesen, mit dem Verweis auf Kısaküreks national-islamistische Haltung und seine rassistischen „Vernichtungsphantasien“ gegenüber Minderheiten kritisiert. Diese hätten Gümüşay aufgefallen sein müssen. Daraufhin distanzierte diese sich von alevitenfeindlichen und antisemitischen Äußerungen, von denen sie nichts gewusst habe und strich die Empfehlung in der zweiten Auflage des Buchs.
Nach dem Terrorangriff der Hamas auf Israel 2023 nannte sie die Reaktion der israelischen Armee auf den Terror der Hamas „Genozid“. Für die Einstufung des israelischen Vorgehens als „Genozid“ gebe es „zahlreiche juristische Analysen international angesehener Institutionen und Expert*innen“. Jean-Philipp Baeck und Christian Jakob beurteilten diese Sicht kritisch in einem Artikel über linken Antisemitismus.

## Veröffentlichungen

### Bücher
- Sprache und Sein. Hanser, Berlin 2020, ISBN 978-3-446-26595-0.
  - englisch: Speaking and Being: How Language Binds and Frees Us. Profile Books, 2022, ISBN 978-1-78283-873-9

### Buchbeiträge
- Interviews mit Jürgen Todenhöfer, Darryn Lyons und Sascha Anderson, in: Bernhard Pörksen, Jens Bergmann (Hrsg.): Skandal! Die Macht öffentlicher Empörung. Halem, Köln 2009, ISBN 978-3-938258-47-7.
- Auf Mitleidstour. in: Hilal Sezgin (Hrsg.): Manifest der Vielen – Deutschland erfindet sich neu. Blumenbar, Berlin 2011, ISBN 978-3-936738-74-2, S. 139–142.
- Das Feuer entzünden. in: Aktion Sühnezeichen Friedensdienste (Hrsg.): Geschichten aus Deutschland. Biografische Betrachtungen aus der Migrationsgesellschaft. Berlin 2014, ISBN 978-3-89246-000-8, S. 57–62.
- Neue Medien – Neuer Zugang zu Feminismen. in: Yvonne Franke, Kati Mozygemba, Kathleen Pöge, Bettina Ritter und Dagmar Venohr (Hrsg.): Feminismen heute, Positionen in Theorie und Praxis. Transcript, Bielefeld 2014, ISBN 978-3-8376-2673-5, S. 145–154.
- Totenwaschung. in: Maria Barankow, Christian Baron (Hrsg.): Klasse und Kampf. Claassen, Berlin 2021, ISBN 978-3-546-10025-0, S. 195–213.
- Unlearn Sprache. in: Lisa Jaspers, Naomi Ryland, Silvie Horch (Hrsg.): Unlearn Patriarchy. Ullstein Verlag, Berlin 2022, ISBN 978-3-550-20219-3, S. 17–35.
- Lernen zu blühnen wie ein Löwenzahn im Asphalt. Interview im Theresa Leisgang und Larry Faust. In: Thomas Köhler et al. (Hrsg.): Klima, Kollaps, Kommunikation. Perspektiven auf das Climate Endgame. Leibniz-Universität Hannover / Hochschule Hannover, Hannover 2024, ISBN 978-3-690-18007-8, doi:10.25968/opus-3276.